# 江西财经大学现代经济管理学院
江西财经大学现代经济管理学院是位于中国江西省九江市共青城市的一所全日制普通本科高校，建立于2001年。学校有11个教学部，在校生一万余人。

## 简介
2001年，由中华人民共和国教育部和江西省人民政府批准设立。学校占地面积700多亩，有全日制在校本科学生13500余人（2020年）。

## 文化
- 校训：信敏廉毅[1]
- 校风：崇德尚学、务实求精
- 学风：勤学敏思、弘德修能
- 教风：科学严谨、为人师表[2]